# Sydney Chapman (homme politique)
Pour les articles homonymes, voir Sydney Chapman.
Sydney Brookes Chapman (17 octobre 1935 - 9 octobre 2014) est un architecte et un homme politique conservateur britannique qui est député de Birmingham Handsworth et Chipping Barnet.

## Biographie
Chapman fait ses études à la Rugby School et à l'Université de Manchester, où il étudie l'architecture, obtenant son diplôme en 1958 et ARIBA en 1960. Il est président des jeunes conservateurs de 1964 à 1966.
Il épouse sa première femme, Claire en 1976 (elle est aussi sa secrétaire quand il est député), et ils ont trois enfants. En 2005, il épouse sa deuxième femme, Teresa, à l'hôtel de ville de Chelsea.
Après sa retraite de la politique, il quitte Barnet pour l'Oxfordshire. Il est vice-président du Conseil des Chrétiens et des Juifs et du Conseil de l'Institut Royal des Architectes britanniques pour 2009–2012.
Chapman est décédé le 9 octobre 2014 dans l'Oxfordshire

## Carrière politique
Chapman se présente pour la première fois au Parlement, sans succès, à Stalybridge et à Hyde aux élections de 1964, battu par le député travailliste sortant Fred Blackburn.
Il est élu pour la première fois au Parlement en 1970 en tant que député de Birmingham Handsworth, mais perd son siège lorsque le Parti travailliste revient au pouvoir aux élections générales de février 1974. Au cours de cette période, il est connu pour Plant A Tree In '73, une initiative qui a le soutien du gouvernement d'Edward Heath et conduit à la formation de The Tree Council,. Dans le rôle de Plant A Tree, Chapman  travaille en étroite collaboration avec le nouveau ministère de l'Environnement, pour découvrir que le haut fonctionnaire concerné a été un préfet de Rugby à qui il avait jadis lancé une Boule puante.
Cinq ans plus tard, aux élections de 1979, Chapman est réélu comme député de Chipping Barnet. Il est brièvement whip pendant l'administration de John Major, l'une de ses principales tâches étant de fournir à la reine Élisabeth II des rapports quotidiens sur les travaux parlementaires. Son attention consciencieuse à ce rôle lui vaux d'être fait chevalier. Chapman est membre de l'Assemblée parlementaire du Conseil de l'Europe de 1997 à 2005.